# Rooms-katholieke begraafplaats Noordwijk

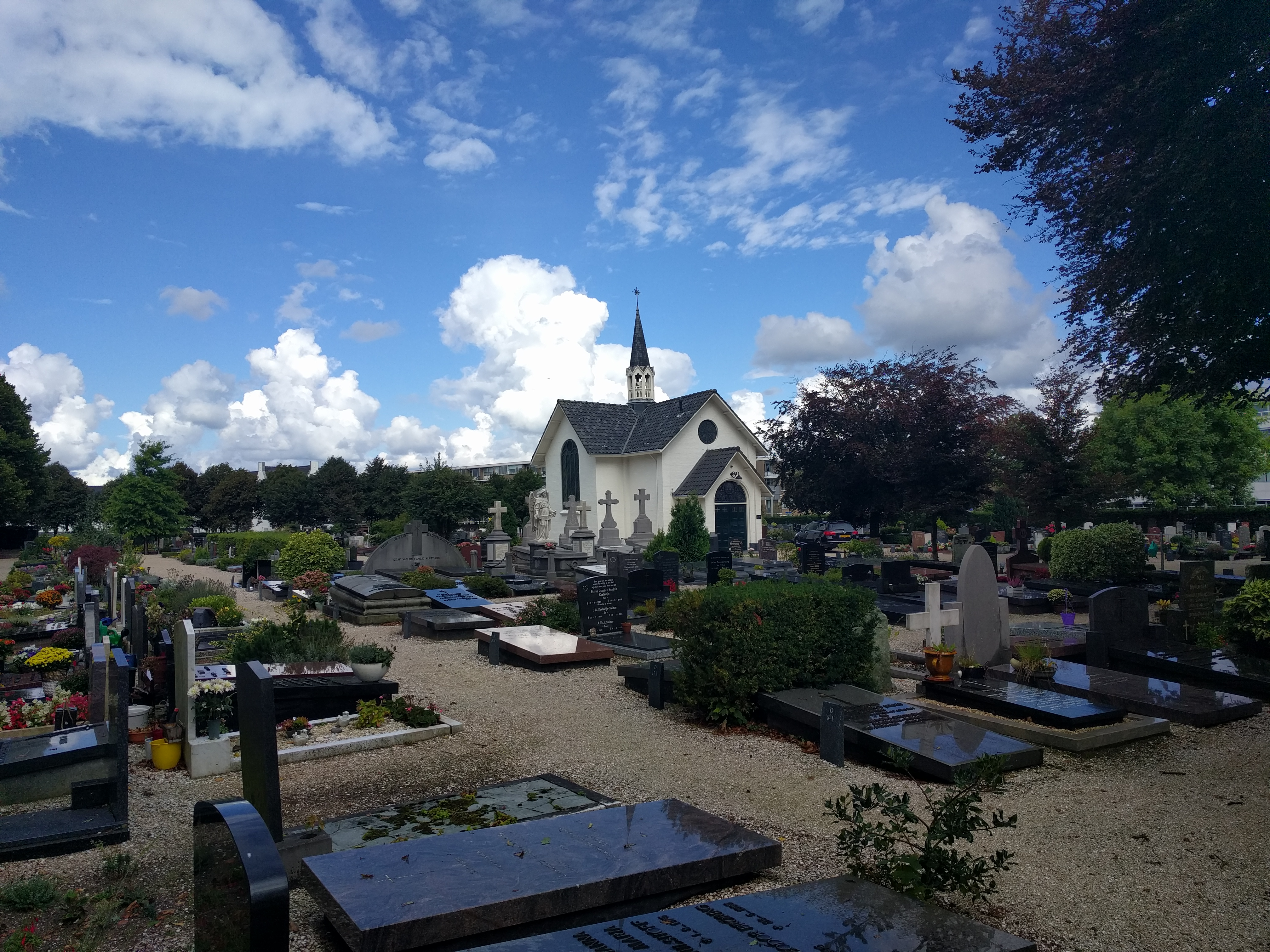
Overzicht begraafplaats met kerkhofkapel

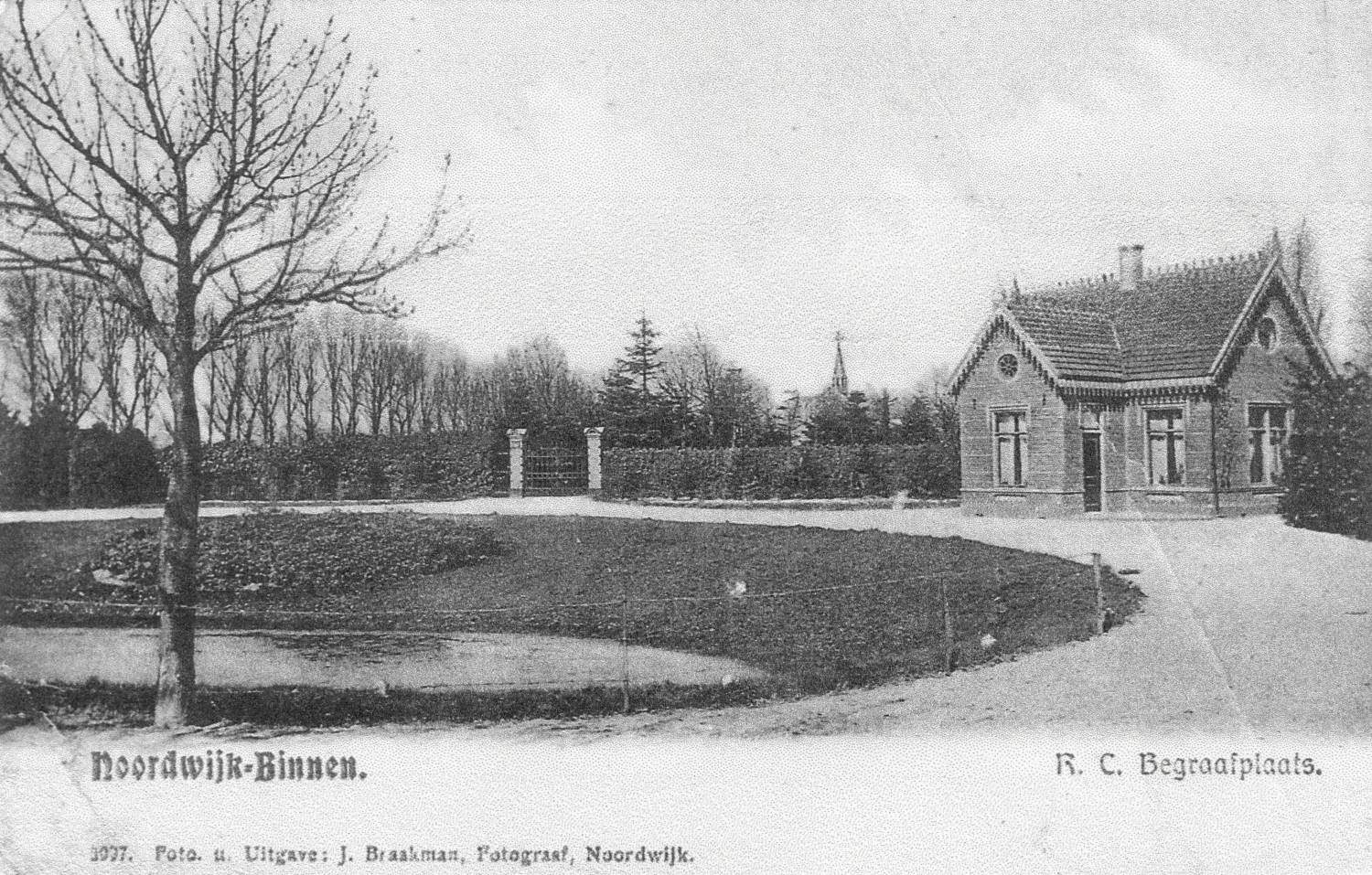
Rooms-katholieke begraafplaats (ingang), ca. 1905

De Rooms-katholieke begraafplaats in de Nederlandse kustplaats Noordwijk, provincie Zuid-Holland, werd in 1884 gesticht op een terrein aan de Gooweg, naast de buitenplaats Calorama, precies op de plaats waar volgens de overlevering in 856 Sint Jeroen, patroonheilige van Noordwijk de marteldood zou zijn gestorven. 
Voor het geschikt maken van het terrein om er een begraafplaats te kunnen realiseren, werden - bij wijze van werkverschaffingsproject - honderd werklozen ingezet, die een dagloon ontvingen van 80 cent. De begraafplaats en bijbehorende kapel werden in 1889 in gewijd. 
Tussen hoofdingang en de kapel staat een halve cirkel van twaalf beuken, die de twaalf apostelen symboliseren. Daarbinnen bevinden zich het graf van de aan Sint-Jeroen gewijde Noordwijkse parochiekerk verbonden priesters. Rechts naast dit priestergraf vindt men het graf van de Italiaanse pedagoge Maria Montessori, die in 1952 te Noordwijk overleed. Het achthoekig mausoleum voor de in 1935 overleden tenor Jacques Urlus bevindt zich ten zuiden van het priestergraf.
Op de begraafplaats bevinden zich ook enkele graven van en een monument voor de Zusters van Sint-Barbara, tertiaressen van Sint-Franciscus die zich in de late middeleeuwen in Noordwijk vestigden. Helemaal achter op de begraafplaats bevinden zich enkele graven van zusters franciscanessen van Heythuijzen die in de jaren twintig en dertig van de twintigste eeuw in Noordwijk werkzaam waren als verpleegsters.
Het huisje bij het kerkhof, werd officieel in gebruik genomen als baarhuisje "Afscheidshuis Barbara", op 24 maart 2012. Het huisje staat er al sinds eind 19e eeuw.

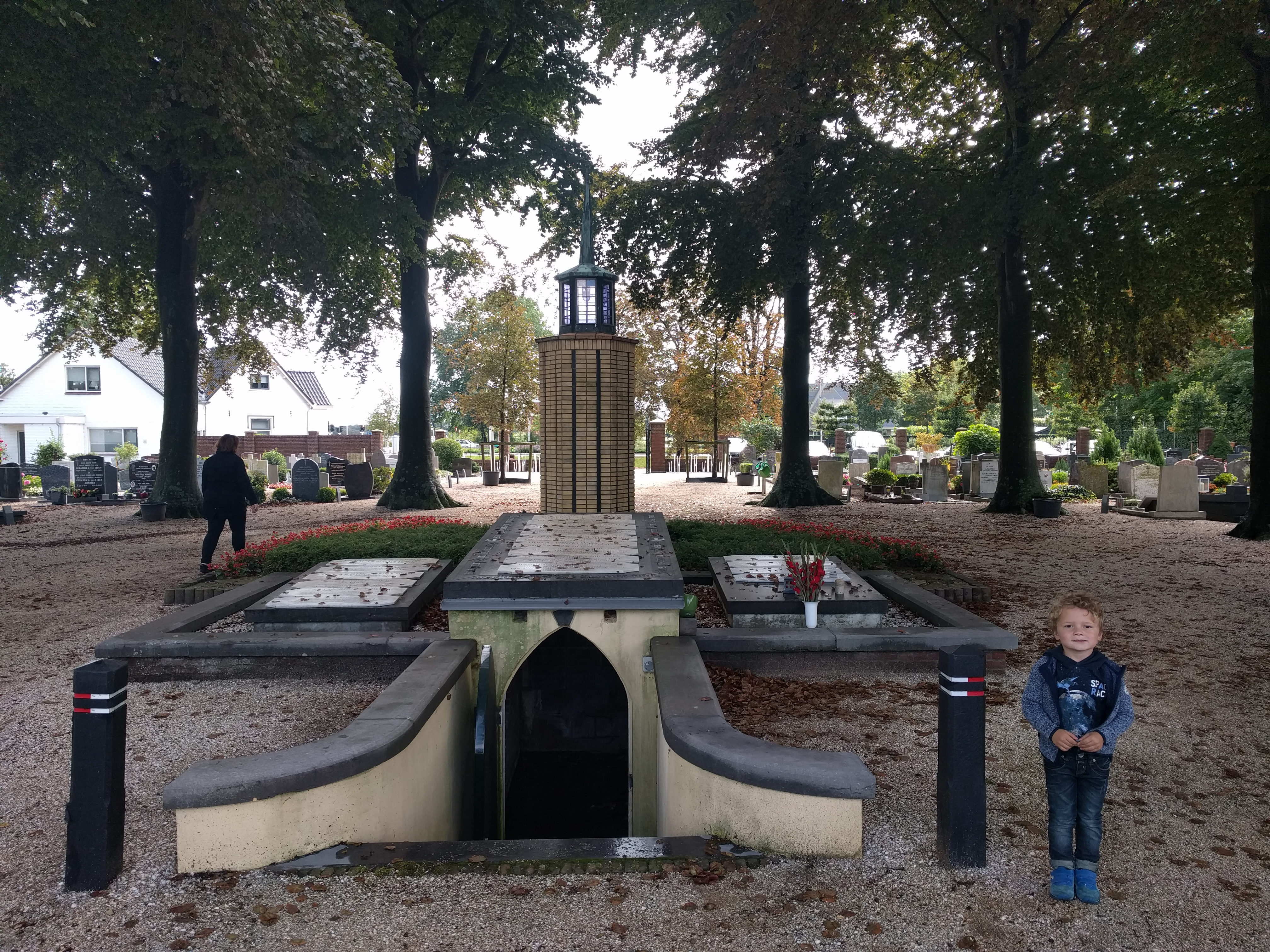
Priestersgraf
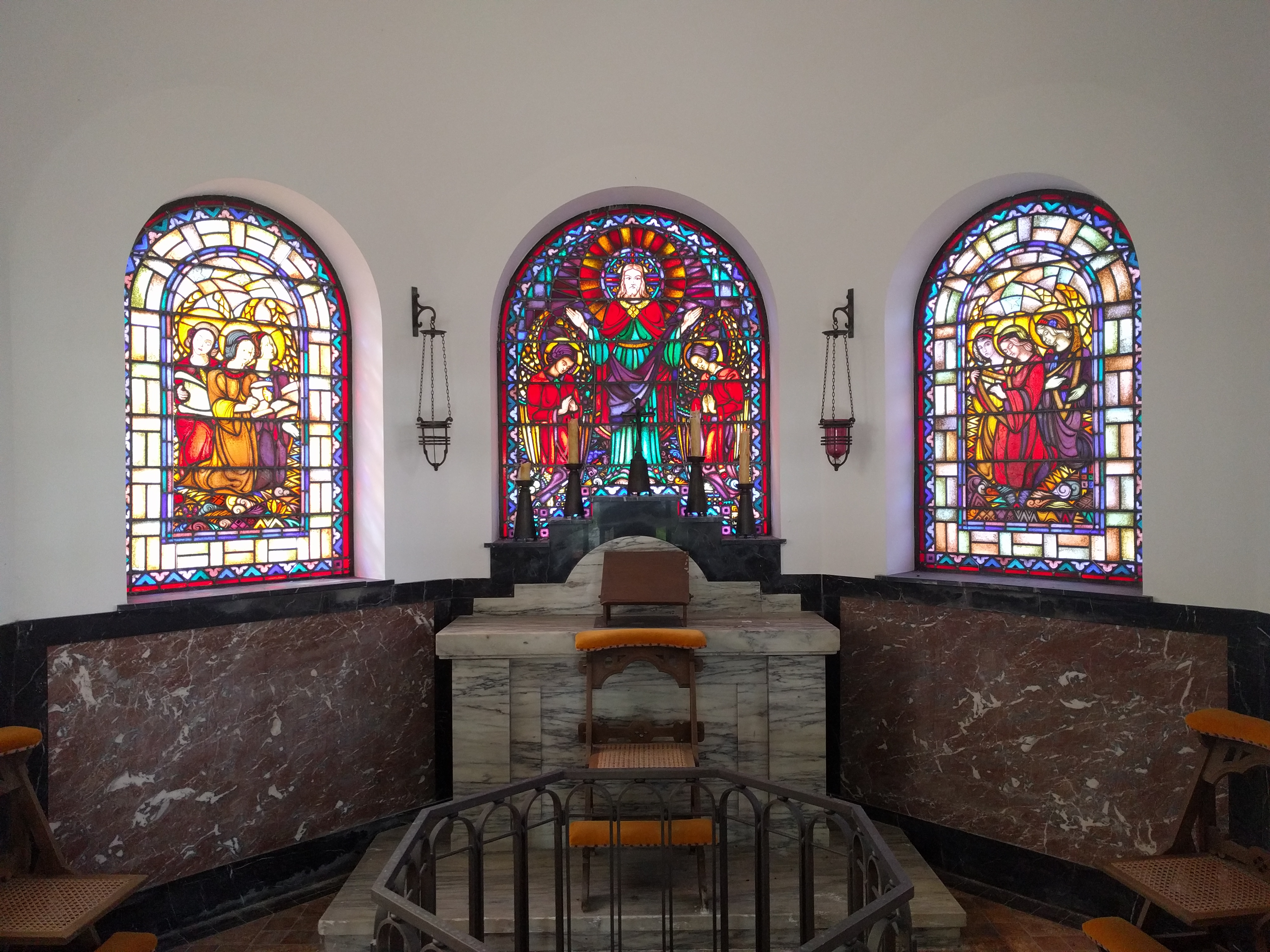
Mausoleum Jacques Urlus
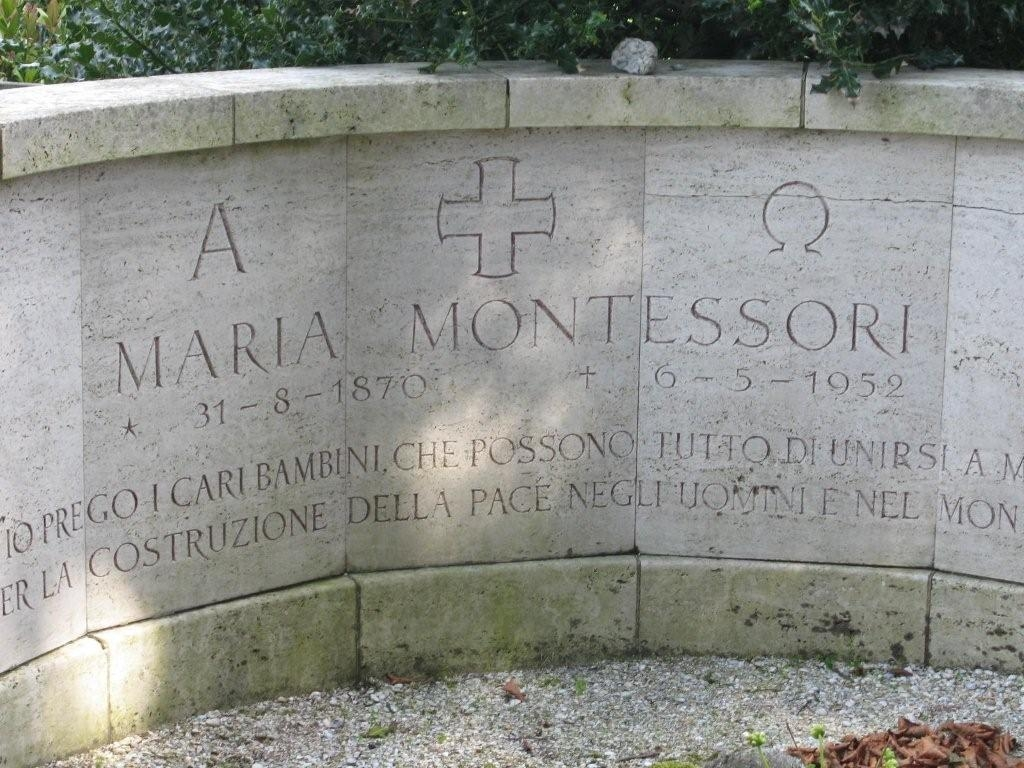
Graf van Maria Montessori